# Скіделька
Скіделька, Скідельниця — річка в Білорусі у Мостівському й Гродненському районах Гродненської області. Ліва притока річки Котра (басейн Німану).

## Опис
Довжина річки 28 км, похил річки 1,4 м/км, площа басейну водозбору 450 км². Формується притоками та безіменними струмками. Річище від витоку вздовж 22,5 км каналізоване.

## Розташування
Бере початок за 5 км на північно-східній стороні від села Заполлє. Тече переважно на північний захід і за 0,6 км північно-західній околиці села Некраши впадає у річку Котру, праву притоку річки Німану.